# گرگ جانستون
گرگ جانستون (انگلیسی: Greg Johnston; ۱۶ may ۱۹۵۹ (۶۵ سال) – ) قایقران روئینگ، و کشاورز اهل نیوزیلند بود.
وی در مسابقات کشوری و بین‌المللی در مجموع برندهٔ ۱ مدال طلا، ۳ مدال نقره، ۲ مدال برنز شده‌است.